# Estádio do Lima
O Estádio do Lima foi um estádio de futebol português inaugurado em 1924 na cidade do Porto. Foi utilizado pelo Académico e pelo FC Porto, este último por empréstimo.
O estádio do Lima, inaugurado em 1924 pelo Académico Futebol Clube foi o primeiro estádio relvado em Portugal.
O campo de futebol tinha em volta duas pistas: a de atletismo, em cinza, e a de ciclismo e automobilismo, em cimento.
Ribeiro da Silva homenageado no Lima depois de ganhar umas das duas Voltas a Portugal que conseguiu. Não sei se a de 1955 - a que foi roubada ao Alves Barbosa, agredido nos Carvalhos, presume-se por portistas do F.C.P mas quem saiu beneficiado foi o Ribeiro - ou a de 1957.
Este local foi palco do jogo de futebol do filme O leão da Estrela onde Pedro Moutinho relatou o jogo FC Porto 1-2 Sporting a que meio Portugal já assistiu seguramente por mais de uma vez no cinema ou em casa.